# Rebeka Masarova
Rebeka Masarova (ur. 6 sierpnia 1999 w Bazylei) – szwajcarska tenisistka (w latach 2018–2024 reprezentująca Hiszpanię), mistrzyni juniorskiego French Open 2016 w grze pojedynczej dziewcząt.

## Życie prywatne
Matka tenisistki jest Hiszpanką, a ojciec Słowakiem. Urodziła się w Bazylei, rodzinnym mieście Rogera Federera. Inspiracją do gry w tenisa był obejrzany przez nią mecz Federera w jego pierwszym finale wimbledońskim w 2003 roku. W 2017 roku postanowiła reprezentować Hiszpanię. Decyzję tę zmieniła pod koniec 2024 roku i od początku nowego ponownie gra pod flagą Szwajcarii.

## Kariera tenisowa
W 2016 roku dotarła do finału wielkoszlemowego French Open w konkurencji gry pojedynczej dziewcząt. Pokonała w nim czternastoletnią Amandę Anisimovą 7:5, 7:5.
W 2017 roku osiągnęła finał Australian Open w singlu dziewcząt. Przegrała w nim z Martą Kostiuk 5:7, 6:1, 4:6.
W czerwcu 2022 triumfowała w zawodach cyklu WTA 125 w Walencji. Razem z Alioną Bolsovą w finale debla pokonały 6:0, 6:3 Aleksandrę Panową i Arantxę Rus. W lipcu awansowała do finału rozgrywek singlowych tej samej kategorii w Båstad, ale przegrała w nim z Jang Su-jeong 6:3, 3:6, 1:6.
W styczniu 2023 dotarła do swojego pierwszego finału turnieju rangi WTA 250 w Auckland. W finale przegrała z Coco Gauff 1:6, 1:6.

## Finały turniejów WTA
| Legenda                   | Legenda |
| ------------------------- | ------- |
| Wielki Szlem              |         |
| Igrzyska olimpijskie      |         |
| WTA Tour Championships    |         |
| od 2021                   |         |
| WTA 1000 (obowiązkowe)    |         |
| WTA 1000 (nieobowiązkowe) |         |
| WTA 500                   |         |
| WTA 250                   |         |
| WTA 125                   |         |

### Gra pojedyncza 1 (0–1)
| Końcowy wynik | Nr | Data            | Turniej  | Nawierzchnia | Przeciwniczka | Wynik finału |
| ------------- | -- | --------------- | -------- | ------------ | ------------- | ------------ |
| Finalistka    | 1. | 8 stycznia 2023 | Auckland | Twarda       | Coco Gauff    | 1:6, 1:6     |

## Finały turniejów WTA 125

### Gra pojedyncza 3 (0–3)
| Końcowy wynik | Nr | Data            | Turniej             | Nawierzchnia | Przeciwniczka       | Wynik finału  |
| ------------- | -- | --------------- | ------------------- | ------------ | ------------------- | ------------- |
| Finalistka    | 1. | 9 lipca 2022    | Båstad              | Ceglana      | Jang Su-jeong       | 6:3, 3:6, 1:6 |
| Finalistka    | 2. | 7 kwietnia 2024 | La Bisbal d’Empordà | Ceglana      | María Lourdes Carlé | 6:3, 1:6, 2:6 |
| Finalistka    | 3. | 3 maja 2025     | Vic                 | Ceglana      | Dalma Gálfi         | 3:6, 0:6      |

### Gra podwójna 2 (1–1)
| Końcowy wynik | Nr | Data            | Turniej             | Nawierzchnia | Partnerka      | Przeciwniczki                    | Wynik finału |
| ------------- | -- | --------------- | ------------------- | ------------ | -------------- | -------------------------------- | ------------ |
| Zwyciężczyni  | 1. | 12 czerwca 2022 | Walencja            | Ceglana      | Aliona Bolsova | Aleksandra Panowa Arantxa Rus    | 6:0, 6:3     |
| Finalistka    | 1. | 11 czerwca 2023 | La Bisbal d’Empordà | Ceglana      | Aliona Bolsova | Caroline Dolehide Diana Sznajder | 6:7(5), 3:6  |

## Finały turniejów ITF
| turnieje z pulą nagród 100 000 $ (W100)  |
| turnieje z pulą nagród 80 000 $ (W80)    |
| turnieje z pulą nagród 60 000 $ (W75)    |
| turnieje z pulą nagród 40 000 $ (W50)    |
| turnieje z pulą nagród 25/30 000 $ (W35) |
| turnieje z pulą nagród 15 000 $ (W15)    |
| turnieje z pulą nagród 10 000 $          |

### Gra pojedyncza 12 (6–6)
| Rezultat     |    | Data       | Turniej              | ($)     | Naw.           | Przeciwniczka             | Wynik            |
| Finalistka   | 1. | 24/09/2017 | Madryt               | 15 000  | Twarda         | Nuria Párrizas Díaz       | 4:6, 6:4, 2:6    |
| Finalistka   | 2. | 21/10/2017 | Riba-roja de Túria   | 15 000  | Ceglana        | Isabelle Wallace          | 3:6, 3:6         |
| Zwyciężczyni | 1. | 09/09/2018 | Badenweiler          | 15 000  | Ceglana        | Nina Stadler              | 6:2, 7:5         |
| Finalistka   | 3. | 27/01/2019 | Manacor              | 15 000  | Ceglana        | Ioana Loredana Roșca      | 2:6, 0:6         |
| Zwyciężczyni | 2. | 10/03/2019 | Amiens               | 15 000  | Ceglana (hala) | Oana Georgeta Simion      | 6:0, 6:3         |
| Finalistka   | 4. | 17/03/2019 | Gonesse              | 15 000  | Ceglana (hala) | Eléonora Molinaro         | 2:6, 6:2, 4:6    |
| Finalistka   | 5. | 08/03/2020 | Heraklion            | 15 000  | Ceglana        | Miriam Kolodziejová       | 4:6, 4:6         |
| Zwyciężczyni | 3. | 23/05/2021 | Castell-Platja d’Aro | 25 000  | Ceglana        | Irene Burillo Escorihuela | 6:3, 3:6, 6:2    |
| Zwyciężczyni | 4. | 04/07/2021 | Palma del Río        | 25 000  | Twarda         | Lulu Sun                  | 6:3, 1:6, 7:6(4) |
| Zwyciężczyni | 5. | 18/07/2021 | Vitoria-Gasteiz      | 60 000  | Twarda         | Ane Mintegi del Olmo      | 7:6(3), 6:4      |
| Zwyciężczyni | 6. | 23/10/2022 | Hamburg              | 60 000  | Twarda (hala)  | Ysaline Bonaventure       | 6:4, 6:3         |
| Finalistka   | 6. | 23/04/2023 | Oeiras               | 100 000 | Ceglana        | Danka Kovinić             | 2:6, 2:6         |

### Gra podwójna 13 (8–5)
| Rezultat     |    | Data       | Turniej                   | ($)      | Naw.          | Partnerka              | Przeciwniczki                             | Wynik          |
| Zwyciężczyni | 1. | 07/04/2017 | Dijon                     | 15 000   | Twarda (hala) | Diāna Marcinkēviča     | Victoria Muntean Anastasija Zaryćka       | 6:4, 6:3       |
| Finalistka   | 1. | 06/05/2017 | Wiesbaden                 | 25 000   | Ceglana       | Diāna Marcinkēviča     | Vivian Heisen Storm Sanders               | 5:7, 7:5, 8–10 |
| Zwyciężczyni | 2. | 26/01/2019 | Manacor                   | 15 000   | Ceglana       | Yvonne Cavalle-Reimers | Irina Cantos Siemers Julia Payola         | 6:4, 6:3       |
| Zwyciężczyni | 3. | 02/02/2019 | Manacor                   | 15 000   | Ceglana       | Claudia Hoste Ferrer   | Rina Saigo Yukina Saigo                   | 6:3, 7:5       |
| Zwyciężczyni | 4. | 08/06/2019 | Toruń                     | 60 000+H | Ceglana       | Rebecca Šramková       | Robin Anderson Anhelina Kalinina          | 6:4, 3:6, 10–4 |
| Zwyciężczyni | 5. | 28/09/2019 | Walencja                  | 60 000+H | Ceglana       | Irina Bara             | Andrea Gámiz Seone Mendez                 | 6:4, 7:6(2)    |
| Finalistka   | 2. | 07/03/2020 | Heraklion                 | 15 000   | Ceglana       | Ioana Gașpar           | Tamara Čurović Fanny Östlund              | 4:6, 5:7       |
| Finalistka   | 3. | 12/03/2021 | Manacor                   | 15 000   | Twarda        | Ylena In-Albon         | Ángela Fita Boluda Oksana Sielechmietjewa | 2:6, 7:5, 8–10 |
| Finalistka   | 4. | 24/04/2021 | Monastyr                  | 15 000   | Twarda        | Daniela Vismane        | Karola Bejenaru Ilona Georgiana Ghioroaie | 2:6, 0:6       |
| Zwyciężczyni | 6. | 17/07/2021 | Vitoria-Gasteiz           | 60 000   | Twarda        | Olivia Gadecki         | Celia Cerviño Ruiz Olivia Nicholls        | 6:3, 6:3       |
| Zwyciężczyni | 7. | 29/10/2022 | Les Franqueses del Vallès | 100 000  | Twarda        | Aliona Bolsova         | Misaki Doi Beatrice Gumulya               | 7:5, 1:6, 10–3 |
| Zwyciężczyni | 8. | 19/11/2022 | Madryt                    | 80 000   | Ceglana       | Aliona Bolsova         | Lea Bošković Daniela Vismane              | 6:3, 6:3       |
| Finalistka   | 5. | 22/02/2025 | Praga                     | 60 000   | Twarda (hala) | Priscilla Hon          | Jesika Malečková Miriam Škoch             | 0:6, 2:6       |

## Finały juniorskich turniejów wielkoszlemowych

### Gra pojedyncza
| Końcowy wynik | Rok  | Turniej         | Nawierzchnia | Przeciwniczka    | Wynik finału  |
| Zwyciężczyni  | 2016 | French Open     | Ceglana      | Amanda Anisimova | 7:5, 7:5      |
| Finalistka    | 2017 | Australian Open | Twarda       | Marta Kostiuk    | 5:7, 6:1, 4:6 |